# Radosław Majdan
Radosław Majdan (Szczecin, Polonia, 10 de mayo de 1972) es un exfutbolista polaco que jugaba en la demarcación de portero. Actualmente es concejal de Szczecin.
Comenzó su carrera en el Pogoń Szczecin, para el que jugó por doce años, de 1989 a 2001. Con el Pogoń ganó el segundo puesto en la liga polaca en 2001. El mismo año abandonó Szczecin y fichó para el Göztepe A.Ş. de Turquía. Aquí jugó 31 partidos y fue con la selección polaca a Corea del Sur para la Copa Mundial. Jugó en el último partido (3-1 ante los EE. UU.) y fichó para el PAOK Salónica FC, con que ganó la Copa de Grecia.
Volvió a Turquía en 2003 para jugar en el Bursaspor. El mismo año jugó también para el FC Ashdod y en enero de 2004 volvió a Polonia. Como un jugador del Wisła Cracovia ganó dos campeonatos de Polonia (2003-04 y 2004-05). A causa de lesión perdió su puesto de portero del Wisła y en 2006 volvió al Pogoń que descendió a la segunda división polaca en esa temporada. 
En junio de 2007 fichó para el Polonia Varsovia donde finalizó su carrera en 2010. 
Fue internacional con la selección polaca en siete ocasiones, entre 2000 y 2002.

## Vida personal
En 2003 comenzó una relación con la cantante y modelo polaca Dorota Rabczewska, popularmente conocida como Doda. Más tarde este le pidió matrimonio y en marzo del 2005 se casaron. Sin embargo, se divorciaron en 2008.